# Unione Sportiva Sottomarina 1969-1970
Questa voce raccoglie le informazioni riguardanti l'Unione Sportiva Sottomarina nelle competizioni ufficiali della stagione 1969-1970.

## Rosa
| N. |                   | Ruolo | Calciatore         |
| -- | ----------------- | ----- | ------------------ |
|    | Italia (bandiera) | A     | Renato Barbieri    |
|    | Italia (bandiera) | C     | Angelo Boscolo     |
|    | Italia (bandiera) | P     | Giovanni Bubacco   |
|    | Italia (bandiera) | C     | Franco Cerilli     |
|    | Italia (bandiera) | D     | Amedeo Crippa      |
|    | Italia (bandiera) | D     | Orazio De Faveri   |
|    | Italia (bandiera) | D     | Raffaele De Mitri  |
|    | Italia (bandiera) | D     | Roberto Drigo      |
|    | Italia (bandiera) | A     | Giovanni Fumagalli |
|    | Italia (bandiera) | D     | Lucillo Gallio     |
|    | Italia (bandiera) |       | Gardina            |
|    | Italia (bandiera) |       | Grande             |

| N. |                   | Ruolo | Calciatore          |
| -- | ----------------- | ----- | ------------------- |
|    | Italia (bandiera) | A     | Gastone Gurian      |
|    | Italia (bandiera) |       | Monaco              |
|    | Italia (bandiera) | D     | Giampietro Penzo    |
|    | Italia (bandiera) | D     | Riccardo Riccardi   |
|    | Italia (bandiera) | A     | Gianluigi Rizzi     |
|    | Italia (bandiera) |       | Sambo               |
|    | Italia (bandiera) | D     | Giampietro Schiavo  |
|    | Italia (bandiera) | P     | Eros Seda           |
|    | Italia (bandiera) | A     | Adelio Tresoldi     |
|    | Italia (bandiera) | D     | Roberto Veglianetti |
|    | Italia (bandiera) | C     | Antonio Visentin    |
|    | Italia (bandiera) | C     | Walter Zancopè      |